# Mediums the Evil Busters - Triple Lancer F – 2
Mediums the Evil Busters - Triple Lancer F - 2  (グラドル戦隊!!　退魔巫女戦騎　トリプルランサーF（前編） - 2) es una película japonesa del 12 de junio de 2009, producida por Zen Pictures. Es una película del género tokusatsu, de acción y aventuras, con artes marciales, protagonizada por Rina Ito, Yuuki Kurata, Reimi Tatibana, y dirigido por Toru Kikkawa.
La película posee una primera parte.
El idioma es en japonés, pero también está disponible con subtítulos en inglés, en DVD o descargable por internet.

## Argumento
En un intento de salvar a lancer azul antes de ser ejecutada en público, lancer amarillo es dañada. Megumi, lancer azul, reacciona con furia y lucha contra la armada de monstruos de Onyoh llamada "Grudge-Ominousnes", pero en mitad de la lucha, es advertida de que su madre supuestamente muerta sigue viva. Lancer azul acaba viendo a su madre, quien realmente es la cabeza de la armada "Grudge-Ominousnes" de monstruos. Megumi trata de luchar contra ella, pero cada vez que ve la cara de su madre, no puede luchar contra ella por razones emocionales. Una vez más, Megumi es atrapada y torturada, y una gentil voz exactamente como la de su madre, que realmente está muerta, trata de labar el cerebro de Megumi.
Finalmente, Megumi, lancer azul, aparece junto a los monstruos frente a lancer rojo y amarillo, como una guerrera al servicio de la armada de "Grudge-Ominousnes". Los Triple Lancer, que llegaron a alcanzar casi la victoria, ahora se encuentran al borde de la derrota, y la Tierra podrá ser invadida por los monstruos de Onyoh.

## Saga sobre Triple Lancer
- Triple Lancers Escape from Dungeon of Time  (2007)

- Triple Lancers - The Lancer Suit Destroyed (2007)

- Mediums the Evil Busters - Triple Lancer F - 1  (2009)

- Mediums the Evil Busters - Triple Lancer F – 2  (2009)